# ماری گرکمزیان
ماری گرکمزیان (ارمنی: Մարի Կերեքմէզեան؛ زاده ۱۹۱۳ – درگذشته ۱۹۴۷) مجسمه‌ساز ارمنی‌تبار ارمنی‌تبار اهل ترکیه بود.  وی یکی از نخستین مجسمه‌سازان زن ترکیه و نخستین مجسمه‌ساززن ارمنی بود.

## زندگی‌نامه
در ۱۹۱۳ در تالاس، ترکیه به دنیا آمد و از دانشگاه استانبول فارغ‌التحصیل شد. وی همچنین برندهٔ جوایزی همچون جایزه نمایشگاه مجسمه‌سازی آنکارا شده‌است. وی در ۱۹۴۷ در سن سالگی در استانبول درگذشت و در به گورستان ارامنه شیشلی خاک سپرده شد.

## آثار
- نیم‌تنه پروفسور نشاط عمر (۱۹۴۳)
- نیم‌تنه پروفسور شکیب تونچ (۱۹۴۳)
- نیم‌تنه پاتریک مسروب تین (۱۹۴۴)
- نیم‌تنهیحیی کمال بیاتلی (۱۹۴۵)
- نیم‌تنه بدری رحمی ایوب‌اوغلو